# Богуславське водосховище
 Богусла́вське водосхо́вище  — невелике руслове водосховище на річці Лозова (ліва притока р. Оскіл). Розташоване в Ізюмському районі Харківської області.
- Призначення — рибогосподарські потреби.
- Вид регулювання — сезонне.

## Основні параметри водосховища
- нормальний підпірний рівень — 95,25 м;
- форсований підпірний рівень — 95,75 м;
- рівень мертвого об'єму — 89,0 м;
- повний об'єм — 2,13 млн м³;
- корисний об'єм — 2,10 млн м³;
- площа дзеркала — 70,9 га;
- довжина — 2,31 км;
- середня ширина — 0,18 км;
- максимальні ширина — 0,54 км;
- середня глибина — 3,00 м;
- максимальна глибина — 7,25 м.

## Основні гідрологічні характеристики
- Площа водозбірного басейну — 52,25 км².
- Річний об'єм стоку 50 % забезпеченості — 3,30 млн м3.
- Паводковий стік 50 % забезпеченості — 2,47 млн м3.
- Максимальні витрати води 1 % забезпеченості — 83,6 м3/с.

## Склад гідротехнічних споруд
- Глуха земляна гребля довжиною — 410 м, висотою — 9,45 м, шириною — 7 м. Закладення верхового укосу — 1:7,3, низового укосу — 1:2,5. Кріплення укосів — із Трав'яної рослинності.
- Шахтний водоскид із монолітного залізобетону висотою — 8,85 м, розмірами 9,4×4,0 м.
- Водовідвідні труби — дві, прямокутної форми, довжиною — 32 м, розмірами 2(2,2х1,95)м.
- Донний водоспуск із двох сталевих труб діаметром 500 мм, суміщений із шахтним водоскидом. Перед шахтним водоскидом обладнаний колодязь для обслуговування донного водоспуску.
- Відвідний лоток із залізобетону довжиною — 34 м, обладнаний гасителями.

## Використання водосховища
Водосховище використовується для риборозведення.

## Якість води
У воді водосховища встановлено перевищення ГДК по вмісту сульфатів, натрію та сухого залишку.

## Додаткові відомості
Замулення водосховища середнє. Берег водосховища частково заріс очеретяною рослинністю.
По греблі водосховища проходить лінія електромереж (ЛЕМ) 220 В. За греблею — проходить лінія електромереж 110 кВ. Через центральну частину водосховища проходить лінія електромереж 330 кВ, опори ЛЕМ встановлені по берегам водосховища.